# Frank Mossberg Company
Frank Mossberg Company war ein US-amerikanisches Unternehmen im Bereich des Maschinenbaus und Hersteller von Automobilen.

## Unternehmensgeschichte

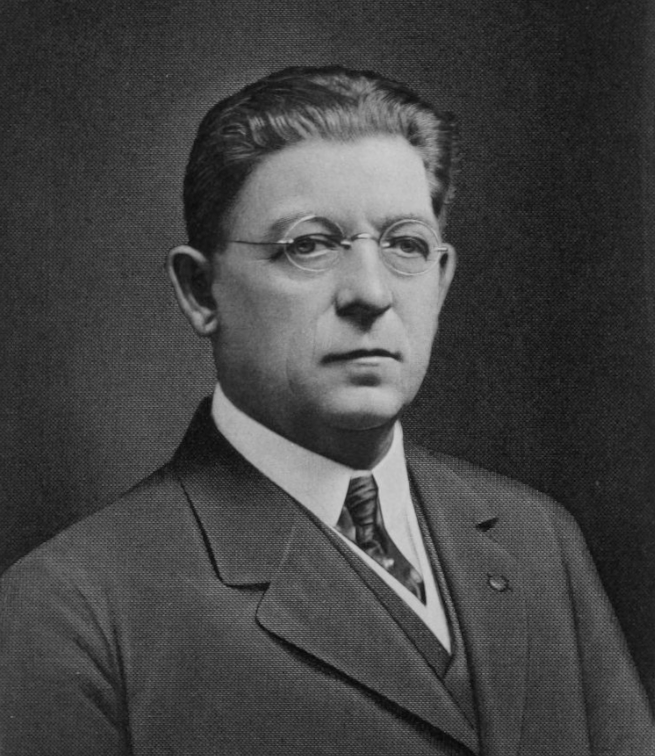
Frank Mossberg

Frank Mossberg gründete 1899 das Unternehmen in Providence in Rhode Island. 1900 zog er nach Attleboro in Massachusetts. Anfangs stellte es Fahrradklingeln her. Um 1900 waren 200 Mitarbeiter beschäftigt, die pro Jahr 250.000 Stück herstellten. 1899 entwarf Mossberg einen Prototyp eines Automobils. 1900 kündigte er die Produktion an. Zwischen 1900 und 1901 stellte er zwei Fahrzeuge her. Mindestens eines wurde verkauft. Der Markenname lautete Mossberg. In späteren Jahren wurde Zubehör für die Automobilbranche hergestellt.
1927 führte eine Reorganisation zur APCO-Mossberg Company. Eine Apco Mossberg Co existiert seit 8. Dezember 1937. Die Apco Mossberg Torque Tool & Mfg. beruft sich auf die Frank Mossberg Company als Ursprungsunternehmen. Dieses Unternehmen war vom 26. Oktober 2009 bis zum 30. Juni 2017 in Attleboro aktiv.

## Kraftfahrzeuge
Der Prototyp von 1899 war ein Elektroauto. Die Serienfahrzeuge sollten ebenfalls Elektromotoren haben.
Tatsächlich hatten die Fahrzeuge ab 1900 Ottomotoren. Der Neupreis betrug 1500 US-Dollar.